# Trofa (Porto)
Trofa is een stad en gemeente in het Portugese district Porto.
De gemeente heeft een totale oppervlakte van 73 km² en telde 37.581 inwoners in 2001.
De stad telt ongeveer 20.700 inwoners.

## Geboren
- Nuno Santos (1995), voetballer

## Plaatsen in de gemeente
De gemeente bestaat uit de volgende freguesia:
- Alvarelhos
- Covelas
- Guidões
- Muro
- São Mamede de Coronado
- São Martinho de Bougado
- São Romão do Coronado
- Santiago de Bougado